# بلک‌ادر پیش می‌رود
بلک‌ادر پیش می‌رود (انگلیسی: Blackadder Goes Forth) یک کمدی موقعیت بریتانیایی به نویسندگی ریچارد کرتیس و بن التون است که در سال ۱۹۸۹ میلادی منتشر شد.
این‌بار شخصیت‌های اصلی سریال در یک سنگر در فلاندر در جنگ جهانی اول قرار دارند و تلاش بی‌ثمر آنها در یک موقعیت کمدی برای فرار از آن مکان و احراز از مرگ، تحت فرماندهی و مدیریت اشتباه ژنرال ملچت.
این سریال برندهٔ جایزهٔ بفتای تلویزیونی بابت «بهترین کمدی» سال ۱۹۸۹ میلادی در بریتانیا شد.